# Northport (Washington)
Pour les articles homonymes, voir Northport.
Northport est une ville située au nord du comté de Stevens , dans l'État de Washington, aux États-Unis,. Elle est incorporée en 1898.

## Démographie
Lors du recensement de 2010, la ville comptait une population de 295 habitants. Elle est estimée, en 2017, à 296 habitants.

### Source de la traduction
- (en) Cet article est partiellement ou en totalité issu de l’article de Wikipédia en anglais intitulé « Northport, Washington » (voir la liste des auteurs).